# 楊惟中
楊惟中（よう いちゅう、1205年 - 1259年）とは、13世紀前半にモンゴル帝国に仕えた漢人官僚の一人。字は彦誠。モンゴル帝国の漢地（ヒタイ）統治機関に属し、最初期のモンゴルによる華北統治体制確立に尽力したことで知られる。

## 概要
楊惟中は弘州（現在の河南省張家口市陽原県）の出身で、金末の動乱期に孤児となったことからモンゴル帝国に属し、チンギス・カンの第3子オゴデイに仕えるようになった。20歳になった時、楊惟中は西域（中央アジア）諸国に派遣され、政令・條格の布告、人口調査による戸口の登録などにより、現地の統治体制を整えた。チンギス・カンの没後、オゴデイが後継者として即位すると、中央アジアから東方に帰還した楊惟中は大いに用いられるようになったという。
1235年、オゴデイの息子クチュを総司令とする南宋侵攻が始まると、楊惟中は元女真人貴族のチュンシャン（粘合重山）とともに「軍前行中書省事」に任じられた。ここで言う「行中書省事」とは、後年の行政単位としての「行中書省」とは異なり、金代の用法に基づいた「地方に派遣された重臣の下に開設される臨時的官府」を指す。文官たる楊惟中とチュンシャンはクチュ率いる軍司令部（軍前行中書省事）の補給などを担当したとみられる。モンゴル軍は南宋の棗陽軍・光化軍・光州・随州・郢州・復州などを攻略したが、楊惟中らは征服地で得た名士・書物を燕都（金朝の首都中都の別称、後の大都）に送り、太極書院を設立して学問の振興を図った。その後、楊惟中は「中書令（中書省のトップ）」となり、太后ドレゲネの統治期には宰相として活躍したとされるが、南宋からの使者が指摘するようにこの頃の「中書省」「中書令」はモンゴル朝廷が定めた正式な官府・役職ではなく、モンゴルに仕えた漢人の勝手な自称に過ぎない。
1246年にグユクが第3代皇帝として即位した頃、平陽道に赴任していたジャルグチ（断事官）のシュチェが不法行為を行っていたため、命を受けた楊惟中がこれを誅伐した。この頃、モンゴルに対して叛乱を起こして誅殺された武仙の残党が太原路・真定路一帯に散らばり、金朝の年号（開興）を用いてモンゴルの支配に反抗していた。反乱軍は数万を数え、叛乱鎮圧軍を幾度か撃退したが、楊惟中が叛乱の首魁を説得して投降させたことにより、ようやく平定された。
1251年にモンケが第4代皇帝として即位すると、その弟クビライが東アジア方面の司令官に抜擢され、金蓮川（ドロン・ノール、後の上都）を自らの拠点と定めた。クビライの軍司令部に属した楊惟中は河南道経略司とされ、河南一帯の統治に携わることになった。金朝の滅亡後、モンゴルより「河南道総管」としてこの地を任されていた劉福は過酷な取り立てで20年余りにわたって民を苦しめており、事情を知った楊惟中はすぐに劉福を呼び出した。しかし劉福は仮病を理由に呼び出しになかなか応じず、楊惟中が呼び出しに応じなければ軍法に従って処断するとの脅しを聞いてやむを得ず出頭した。劉福は処断をされることを恐れて数千人の護衛を引き連れて楊惟中の下を訪れたが、楊惟中は兵を用いず自ら大梃で劉福を殴り倒し、この傷が元で劉福は間もなく亡くなった。劉福が死去したため、河南の地はよく治まったという。その後、陝右四川宣撫使に移り、男性を殺しその妻を奪うなどの悪行を繰り返していた郭千戸を処断し、軍の綱紀を正した。
1259年、楊惟中江淮京湖南北路宣撫使とされ、現地のモンゴル・漢軍を総べた。その後、間もなく蔡州にて55歳で亡くなった。後に、忠粛公と諡されている。